# International Typeface Corporation
Pour les articles homonymes, voir ITC.
International Typeface Corporation (ITC) est une fonderie typographique numérique, fondée en 1970, à New York, par Aaron Burns, Herb Lubalin et Edward Rondthaler, et qui appartient au groupe Monotype Imaging.
ITC fut l'une des premières fonderies à produire des modèles de polices de caractères directement pour la photocomposition, sans passer par la fonderie en métal classique.

## Histoire
La société est fondée pour fournir un large éventail de polices pour la photocomposition alors en plein essor, et par la suite à la composition informatique. C’est aussi une volonté de revaloriser le métier de créateur de caractères dans son image et dans ses droits, et de lutter contre la copie et le plagiat qui sont monnaie courante dans ce domaine. Les créateurs sont payés en droits d’auteur, en fonction des ventes effectives.
ITC produit à la fois des polices totalement nouvelles, et des re-créations de classiques adaptés aux nouvelles technologies, et dans de larges déclinaisons de fontes et de chasses, avec des polices alternate et de nombreuses ligatures. Dans le but d'améliorer la lisibilité dans les petits corps, la hauteur d'x est systématiquement augmentée. Ce choix a fait l'objet de critiques, les corps supérieurs donnant un aspect commercial et subjectif au texte. On a aussi reproché une perte d'identité des caractères classiques, trop modifiés par rapport aux modèles historiques.
Les créateurs sont nombreux autour de Herb Lubalin : Tom Carnase, Ed Benguiat, Antonio di Spigna, Matthew Carter, Hermann Zapf, José Mendoza y Almeida, etc.

### Le magazineU&lc
De 1973 à 1999, la société ITC publie le magazine U&lc (Upper & lower case : « capitale et bas-de-casse »), destiné à être un catalogue vivant des productions typographiques. Il est dirigé et mis en forme par Herb Lubalin jusqu'à sa mort, en 1981.

### Évolution
En 1986, ITC est racheté par la société Esselte Letraset, elle-même issue de Letraset, premier fabricant de caractères transfert.
En 2000, c'est Agfa Monotype Corporation qui rachète le fonds ITC, représentant quelque 1 600 polices.

## Principaux caractères
- Avant Garde Gothic (H. Lubalin, T. Carnase, 1970)
- Papyrus (Chris Costello)
- ITC Lubalin Graph (H. Lubalin, 1974)
- ITC Esprit (Jovica Veljović, 1985)
- ITC Tyfa Pro (Frantisek Storm, Josef Tyfa, 1960)
- Zapf Dingbats (Hermann Zapf)
- ITC Berkeley Old Style (Frederic Goudy, Tony Stan)
- ITC Johnston (Edward Johnston, Dave Farey, Richard Dewson)
- Charter (Matthew Carter, 1987-1991)
- ITC Weidemann (Kurt Weidemann)
- ITC Tiffany (Edward Benguiat)
- Serif Gothic (Herb Lubalin, Tony Di Spigna)
- ITC Mendoza Roman (José Mendoza y Almeida, 1991)